# 別洛沃區

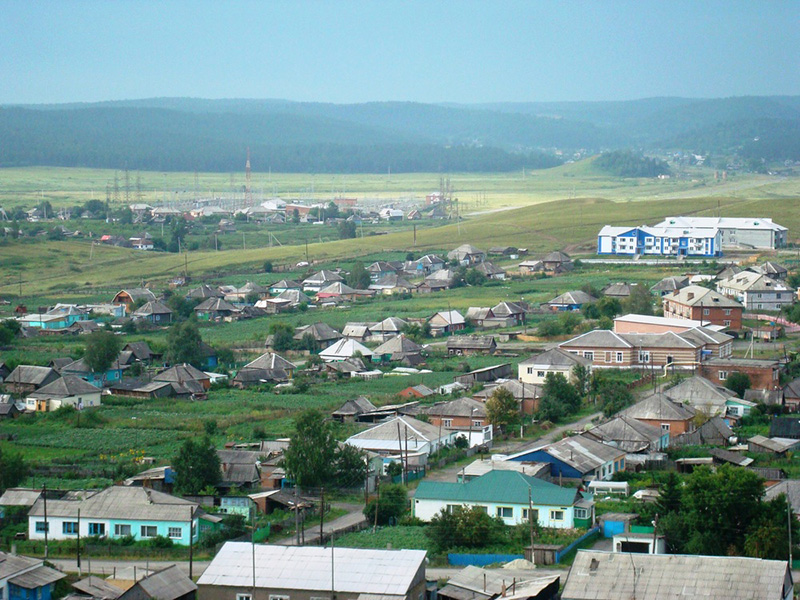

54°25′N 86°18′E / 54.417°N 86.300°E
別洛沃區（俄语：Беловский район），是俄羅斯的一個區，位於該國南部，由科麥羅沃州負責管轄，面積3,400平方公里，2010年該區人口30,204，人口密度每平方公里8.88人。